# Orvo Saarikivi

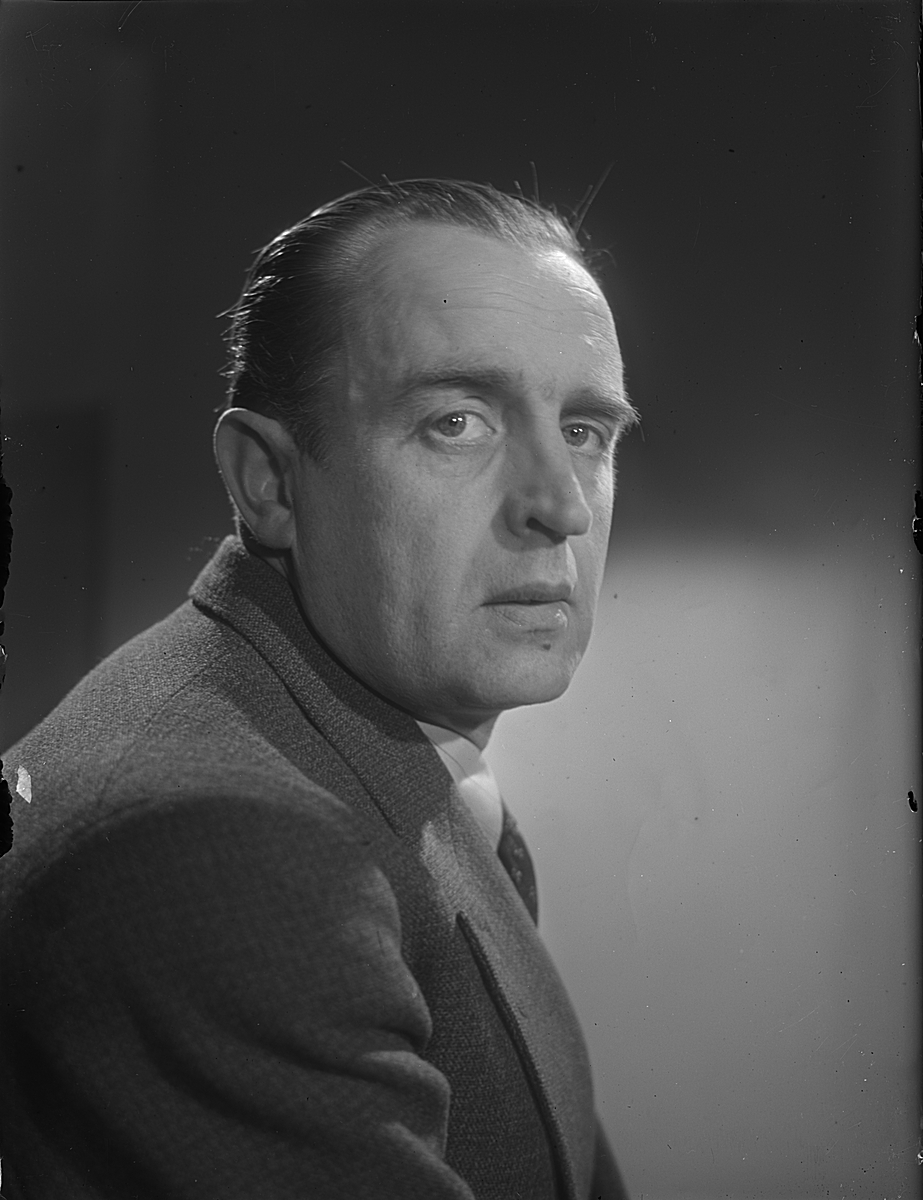
Orvo-Saarikivi en los años 1960

Orvo Saarikivi (22 de abril de 1905 – 25 de agosto de 1970) fue un director y guionista cinematográfico finlandés.

## Biografía
Su nombre completo era Orvo Kullervo Saarikivi, y nació en Sortavala, actualmente parte de Rusia, siendo sus padres Santeri Saarikivi y Lyydi Pennanen. Era hermano del historiador del arte y director del Ateneum Sakari Saarikivi y del ingeniero Paavo Saarikivi.
Saarikivi quería dedicarse al teatro, y cursó estudios en el Conservatorio de Helsinki. Se inició como actor y director en 1932 en el Kansanteatteri de Helsinki. 
Entre 1937 y 1940 fue director cinematográfico para la productora Suomi-Filmi, y para Suomen Filmiteollisuus desde 1940 a 1946, tras lo cual volvió a Suomi-Filmi para dirigir el departamento de cortometrajes hasta su muerte en 1970. Fue segundo director del largometraje Miehen kylkiluu en 1936, dirigiendo un total de 19. La última cinta que Saarikivi dirigió para Suomen Filmiteollisuus fue Särkelä itte (1947). Cansado de oír hablar de dinero en vez de arte, volvió a Suomi-Filmi al siguiente año Hormoonit valloillaan, su último largometraje. A partir de entonces se centró en la producción de cortometrajes, produciendo el departamento dirigido por él un total de unos dos mil cortos entre 1946 y 1969.
De toda su producción, las películas más conocidas de Saarikivi son las cuatro dedicadas a la Familia Suominen así como Anu ja Mikko, Anna Liisa y Särkelä itte. 
Orvo Saarikivi falleció en Helsinki en 1970. Había estado casado desde 1936 con la actriz Aino Lohikoski. Su hijo Martti fue también actor y director cinematográfico.